# Zdeněk Zikán
Zdeněk Zikán (10. listopadu 1937, Praha – 14. února 2013, Praha) byl český fotbalista, československý reprezentant a účastník mistrovství světa roku 1958 ve Švédsku, kde vstřelil 4 góly a po Oldřichu Nejedlém a Tomáši Skuhravém je tak třetím nejlepším českým střelcem na závěrečných turnajích světového šampionátu. V roce 2004 získal Cenu Václava Jíry. V roce 2011 byl uveden do Síně slávy pardubického sportu.

## Fotbalová kariéra
Jeho celková bilance v československé reprezentaci je unikátní – odehrál jen 4 zápasy, ale v nich dal 5 branek. Přestože vstřelil gól v každém reprezentačním utkání, k němuž nastoupil (krom čtyřech branek na šampionátu dal gól i v přátelském zápase s Německem), již nikdy šanci v národním mužstvu nedostal. Možná k tomu přispělo i to, že zůstal ve „venkovských klubech“, nejprve hrál za Duklu Pardubice (1957–1960), poté za Spartak Hradec Králové (1960–1970), s nímž si zahrál i čtvrtfinále Poháru mistrů evropských zemí. V Poháru mistrů evropských zemí nastoupil ve 4 utkáních a dal 1 gól.

## Ligová bilance
| Ročník                                   | Zápasy | Góly | Klub                   |
| ---------------------------------------- | ------ | ---- | ---------------------- |
| 1. československá fotbalová liga 1956    | -      | 0    | Spartak Praha Sokolovo |
| 1. československá fotbalová liga 1957/58 | -      | 15   | Dukla Pardubice        |
| 1. československá fotbalová liga 1959/60 | -      | 3    | Dukla Pardubice        |
| 1. československá fotbalová liga 1960/61 | 25     | 7    | Spartak Hradec Králové |
| 1. československá fotbalová liga 1961/62 | 18     | 13   | Spartak Hradec Králové |
| 1. československá fotbalová liga 1962/63 | 26     | 4    | Spartak Hradec Králové |
| 1. československá fotbalová liga 1963/64 | 20     | 7    | Spartak Hradec Králové |
| 2. československá fotbalová liga 1964/65 | -      | -    | Spartak Hradec Králové |
| 1. československá fotbalová liga 1965/66 | 26     | 8    | Spartak Hradec Králové |
| 1. československá fotbalová liga 1966/67 | 26     | 10   | Spartak Hradec Králové |
| 2. československá fotbalová liga 1967/68 | -      | -    | Spartak Hradec Králové |
| 2. československá fotbalová liga 1968/69 | -      | -    | Spartak Hradec Králové |
| 2. československá fotbalová liga 1969/70 | -      | -    | Spartak Hradec Králové |
| CELKEM 1. liga                           | 186    | 68   |                        |